# Humbercamps
Humbercamps – miejscowość i gmina we Francji, w regionie Hauts-de-France, w departamencie Pas-de-Calais.
Według danych na rok 1990 gminę zamieszkiwało 266 osób, a gęstość zaludnienia wynosiła 74 osób/km² (wśród 1549 gmin regionu Nord-Pas-de-Calais Humbercamps plasuje się na 956. miejscu pod względem liczby ludności, natomiast pod względem powierzchni na miejscu 796.).